# Cecilio Domínguez
Cecilio Andrés Domínguez Ruiz ou simplesmente Cecilio Domínguez (Assunção, 11 de agosto de 1994) é um futebolista paraguaio que atua como ponta-esquerda. Atualmente defende o Cerro Porteño..

## Estatísticas
Até 17 de dezembro de 2016.

### Clubes
Club de Regatas Vasco da Gama
| Clube             | Temporada         | Campeonato nacional | Campeonato nacional | Campeonato nacional | Copa nacional[a] | Copa nacional[a] | Copa nacional[a] | Competições continentais[b] | Competições continentais[b] | Competições continentais[b] | Outros torneios[c] | Outros torneios[c] | Outros torneios[c] | Total | Total | Total   |
| Clube             | Temporada         | Jogos               | Gols                | Assist.             | Jogos            | Gols             | Assist.          | Jogos                       | Gols                        | Assist.                     | Jogos              | Gols               | Assist.            | Jogos | Gols  | Assist. |
| ----------------- | ----------------- | ------------------- | ------------------- | ------------------- | ---------------- | ---------------- | ---------------- | --------------------------- | --------------------------- | --------------------------- | ------------------ | ------------------ | ------------------ | ----- | ----- | ------- |
| Sol de América    | 2011              | 2                   | 1                   | 0                   | —                | —                | —                | —                           | —                           | —                           | —                  | —                  | —                  | 2     | 1     | 0       |
| Sol de América    | 2012              | 24                  | 2                   | 0                   | —                | —                | —                | —                           | —                           | —                           | —                  | —                  | —                  | 24    | 2     | 0       |
| Sol de América    | 2013              | 25                  | 5                   | 0                   | —                | —                | —                | —                           | —                           | —                           | —                  | —                  | —                  | 25    | 5     | 0       |
| Sol de América    | 2014              | 20                  | 3                   | 0                   | —                | —                | —                | —                           | —                           | —                           | —                  | —                  | —                  | 20    | 3     | 0       |
| Sol de América    | Total             | 71                  | 11                  | 0                   | 0                | 0                | 0                | 0                           | 0                           | 0                           | 0                  | 0                  | 0                  | 71    | 11    | 0       |
| Nacional          | 2014              | —                   | —                   | —                   | —                | —                | —                | 2                           | 0                           | 0                           | —                  | —                  | —                  | 2     | 0     | 0       |
| Nacional          | Total             | 0                   | 0                   | 0                   | 0                | 0                | 0                | 2                           | 0                           | 0                           | 0                  | 0                  | 0                  | 2     | 0     | 0       |
| Cerro Porteño     | 2015              | 37                  | 6                   | 0                   | —                | —                | —                | 2                           | 1                           | 1                           | —                  | —                  | —                  | 39    | 7     | 1       |
| Cerro Porteño     | 2016              | 32                  | 19                  | 0                   | —                | —                | —                | 10                          | 7                           | 1                           | —                  | —                  | —                  | 42    | 26    | 1       |
| Cerro Porteño     | Total             | 69                  | 25                  | 0                   | 0                | 0                | 0                | 12                          | 8                           | 2                           | 0                  | 0                  | 0                  | 81    | 33    | 2       |
| Total na carreira | Total na carreira | 140                 | 36                  | 0                   | 0                | 0                | 0                | 14                          | 8                           | 2                           | 0                  | 0                  | 0                  | 154   | 44    | 2       |

- a. ^ Jogos do Copa do Paraguai
- b. ^ Jogos da Copa Sul-Americana
- c. ^ Jogos do Amistoso